# QV60
QV60 est la tombe de Nebettaouy, la fille et la grande épouse royale de Ramsès II, enterrée en Égypte dans la vallée des Reines. Elle a été mentionnée par Champollion et Lepsius, et fut fouillée par la suite par Ernesto Schiaparelli (le directeur du Musée égyptologique de Turin). 
Lepsius donne une brève description de cette tombe. Dans sa liste, c'est la tombe numéro 6.  

## La tombe
Cette tombe a été transformée en chapelle à l'époque copte. 
Sur le mur gauche de la première chambre, 41 juges sont représentés, chacun avec une plume sur la tête. Nebettaouy est représentée offrant une statue de Maât à une figure assise dont la coiffe est surmontée de deux plumes. Dans la deuxième chambre, Nebettaouy est présentée devant Horus et ici elle a les titres les plus élaborés : l'« Osiris », la « fille du roi », la « Grande épouse royale », la « Dame des deux terres », la « maîtresse de la Haute et de la Basse-Égypte »,.   
Dans l'une des scènes, Nebettaouy porte une coiffure particulière : une couronne de vautour avec un uræus, surmontée d'un modius et supportant un certain nombre de fleurs. Cette coiffure spécifique n'est attestée que pour la reine Nebettaouy, la reine Iset (QV51 - époque de Ramsès III - Ramsès IV) et la reine Tyti (QV52 - XXe dynastie). Une version antérieure de cette couronne était portée par la princesse-reine Satamon, la fille-épouse d'Amenhotep III. 